# Два-граф
У математиці два-граф це (невпорядкована) множина трійок, вибраних зі скінченної множини вершин X таким чином, що будь-яка (невпорядкована) четвірка з {\displaystyle X} містить парне число вибраних трійок два-графа. У регулярному (однорідному) два-графі будь-яка пара вершин лежить у тому самому числі трійок два-графа. Два-графи вивчають через їх зв'язок з рівнокутними прямими, зв'язок регулярних два-графів із сильно регулярними графами, а також через зв'язок регулярних два-графів зі скінченними групами, оскільки багато із цих графів мають цікаві групи автоморфізмів.
Два-графи не є графами, і їх не слід плутати з іншими об'єктами, які називаються 2-графами в теорії графів, зокрема, з 2-регулярними графами. Для їх розрізнення використовують слово «два», а не цифру «2».
Два-графи увів Хіґман як природні об'єкти, що виникають під час роботи з деякими простими групами. Відтоді їх інтенсивно вивчали Зайдель, Тейлор та інші, розглядаючи множини рівнокутних прямих, сильно регулярних графів та інших об'єктів.

## Приклади
На множині вершин {1, …, 6} такий невпорядкований набір трійок є два-графом:
123  124  135  146  156  236  245  256  345  346
Цей два-граф є регулярним, оскільки будь-яка пара різних вершин присутня разом рівно в двох трійках.
Якщо дано звичайний граф {\displaystyle G=(V,E)}, то набір трійок вершин з {\displaystyle V}, у яких породжений підграф має непарне число ребер, утворює два-граф на {\displaystyle V}. Будь-який два-граф можна подати в такому вигляді. Цей приклад показує стандартний спосіб побудови два-графа зі звичайного графа.
Наведемо складніший приклад. Нехай {\displaystyle T} — дерево зі множиною ребер {\displaystyle E}. Множина всіх трійок ребер, що не лежать на одному шляху в {\displaystyle T} утворюють два-граф на множині {\displaystyle E}.

## Перемикання та графи

Перемикання у графі

Два-граф еквівалентний класу перемикання графів, а також (знаковому) класу перемикання знакових повних графів.
Перемикання множини вершин у (звичайному) графі означає змінення суміжності кожної пари вершин, одна з яких у множині, а інша не у множині — суміжна пара стає несуміжною, а несуміжна пара стає суміжною. Ребра, кінцеві вершини яких належать множині, або обидва кінці не алежать множині, не змінюються. Графи є еквівалентними за перемиканням, якщо один можна отримати з іншого перемиканням. Клас еквівалентності за перемиканням називають класом перемикання. Перемикання ввели Ван Лінт і Зайдель (van Lint, Seidel, 1966) і розвинув Зайдель. Назву перемикання графів або перемикання Зайделя введено, зокрема, щоб відрізнити від перемикання знакових графів.
У наведеній вище стандартній побудові два-графів зі звичайного графа два графи дають той самий два-граф тоді й лише тоді, коли вони еквівалентні за перемиканням, тобто належать до одного класу перемикання.
Нехай {\displaystyle \Gamma } — два-граф на множині {\displaystyle X}. Для будь-якого елемента {\displaystyle x} із {\displaystyle X} визначимо граф із множиною вершин {\displaystyle X}, у якому вершини {\displaystyle y} і {\displaystyle z}суміжні тоді й лише тоді, коли {\displaystyle \{x,y,z\}} належить {\displaystyle \Gamma }. У цьому графі {\displaystyle x} буде ізольованою вершиною. Ця побудова оборотна: візьмемо звичайний граф {\displaystyle G}, додамо новий елемент {\displaystyle x} до множини вершин {\displaystyle G}, зберігши набір ребер, і скористаємося розглянутою стандартною побудовою. Цей два-граф мовою блок-схем називають розширенням графа {\displaystyle G} вершиною {\displaystyle x}.
Графу {\displaystyle G} відповідає знаковий повний граф {\displaystyle \Sigma } на тій самій множині вершин, ребра якого від'ємні, якщо належать {\displaystyle G}, і додатні, якщо не належать {\displaystyle G}. І навпаки, {\displaystyle G} є підграфом {\displaystyle \Sigma } і складається з усіх вершин та від'ємних ребер. Два-граф {\displaystyle G} можна визначити як множину трійок вершин, які утворюють від'ємний трикутник (трикутник із непарним числом від'ємних ребер) у {\displaystyle \Sigma }. Два знакових повних графи дають той самий два-граф тоді й лише тоді, коли вони еквівалентні за перемиканням.
Перемикання {\displaystyle G} і {\displaystyle \Sigma } пов'язані: перемикання тих самих вершин дає граф {\displaystyle H} і відповідний йому знаковий повний граф.

## Матриця суміжності
Матриця суміжності два-графа це матриця суміжності знакового повного графа. Тобто вона симетрична, має нулі на діагоналі, і значення поза діагоналлю дорівнюють ±1. Якщо {\displaystyle G} — граф, який відповідає знаковому повному графу Σ, то цю матрицю називають (0, − 1, 1) матрицею суміжності або матрицею суміжності Зайделя графа {\displaystyle G}. Матриця суміжності Зайделя має нулі на головній діагоналі -1 для елементів, відповідних суміжним вершин, і +1 для елементів, відповідних несуміжним вершинам.
Якщо графи {\displaystyle G} і {\displaystyle H} перебувають у одному класі перемикання, мультимножини власних значень двох матриць суміжності Зайделя для {\displaystyle G} і {\displaystyle H} збігаються, оскільки матриці подібні.
Два-граф на множині {\displaystyle V} є регулярним тоді й лише тоді, коли його матриця суміжності має лише два різних власних значення, скажімо {\displaystyle \rho _{1}>0>\rho _{2}} , де {\displaystyle \rho _{1}\rho _{2}=1-|V|}.

## Рівнокутні прямі
Будь-який два-граф еквівалентний множині прямих у деякому багатовимірному евклідовому просторі, кут між будь-якою парою прямих з якої однаковий. Множину прямих можна побудувати з два-графа з {\displaystyle n} вершинами в такий спосіб. Нехай {\displaystyle -\rho } — найменше власне значення матриці суміжності Зайделя {\displaystyle A} два-графа, і припустимо, що його кратність дорівнює {\displaystyle n-d}. Тоді матриця {\displaystyle \rho I+A} є додатно напіввизначеною матрицею рангу {\displaystyle d}, і її можна подати як матрицю Грама скалярних добутків {\displaystyle n} векторів у евклідовому просторі розмірності {\displaystyle d}. Ці вектори також мають однакову норму (а саме, {\displaystyle {\sqrt {\rho }}}) та попарний скалярний добуток {\displaystyle \pm 1}, а кут між будь-якою парою з {\displaystyle n} прямих, на яких лежать ці вектори, дорівнює {\displaystyle \phi }, де {\displaystyle \cos \phi =1/\rho }. Навпаки, будь-яка множина неортогональних прямих у евклідовому просторі, кут між будь-якою парою яких однаковий, дає два-граф.
У позначеннях, наведених вище, найбільша потужність {\displaystyle n} задовольняє нерівності {\displaystyle n\leq d(\rho ^{2}-1)/(\rho ^{2}-d)}, і межа досягається тоді й лише тоді, коли два граф регулярний.

## Сильно регулярні графи
Два-графи на {\displaystyle X}, що складаються з усіх можливих трійок з {\displaystyle X}, і порожні (що не мають трійок) є регулярними два-графами, але їх прийнято вважати тривіальними два-графами і, як правило, виключають із розгляду.
Нетривіальний два-граф на множині {\displaystyle X} є регулярним тоді й лише тоді, коли для будь-якого {\displaystyle x} із {\displaystyle X} граф {\displaystyle \Gamma _{x}} є сильно регулярним з {\displaystyle k=2\mu } (степінь будь-якої вершини вдвічі більший за кількість вершин, суміжних обом з будь-якої несуміжної пари вершин). Якщо ця умова виконується для одного {\displaystyle x} із {\displaystyle X}, вона виконується для всіх елементів із {\displaystyle X}.
Звідси випливає, що нетривіальний регулярний два-граф має парну кількість вершин.
Якщо {\displaystyle G} — регулярний граф, розширений два-граф {\displaystyle \Gamma } якого має {\displaystyle n} вершин, то {\displaystyle \Gamma } є регулярним два-графом тоді й лише тоді, коли {\displaystyle G} є сильно регулярним графом із власними значеннями {\displaystyle k}, {\displaystyle r} і {\displaystyle s} для яких виконується {\displaystyle n=2(k-r)} або {\displaystyle n=2(k-s)}.